# Xanthomantis honrathi
Xanthomantis honrathi är en fjärilsart som beskrevs av Ludwig Carl Friedrich Graeser 1888. Xanthomantis honrathi ingår i släktet Xanthomantis och familjen Pantheidae. Inga underarter finns listade i Catalogue of Life.